# Mallota sackeni
Mallota sackeni är en tvåvingeart som beskrevs av Samuel Wendell Williston  1882. Mallota sackeni ingår i släktet hålblomflugor, och familjen blomflugor. Inga underarter finns listade i Catalogue of Life.